# إنفستنج دوت كوم
إنفستنج دوت كوم (بالإنجليزية: .com) هو عبارة عن منصة مالية وموقع إخباري؛ ويعتبر أحد أفضل ثلاثة مواقع مالية عالمية في العالم. حول ما يقدمه حول أسعار السوق، والأسهم، والعقود الآجلة، والخيارات التحليل، والسلع، والتقويم الاقتصادي.

## تاريخ
تأسس الموقع في عام 2007 باسم (بالإنجليزية: Forexpros)، وقدمت البوابة تحليل فوركس ودليل وسيط ومنتدى مناقشة باللغات الإنجليزية والإسبانية والعبرية والعربية. وخلال الفترة 2008-2009، تمت إضافة المزيد من الإصدارات ووسعت المنصة عروضها من بيانات الفوركس لتشمل الأدوات المالية الأخرى.
اشترت الشركة نطاقها الحالي، Investing.com، مقابل 2.45 مليون دولار في نهاية عام 2012، في واحدة من أغلى صفقات النطاق في التاريخ. ثم أطلقت الشكرة تطبيق يعمل على نظام أندرويد في سبتمبر 2013، ولنظام آي أو إس في عام 2014. وبمرور الوقت، أضاف إصدارات وخدمات مترجمة إضافية  وأطلق الموقع إصدارًا جديدًا من تطبيق منصة عملات معماة في عام 2017.
وفي فبراير 2021، احتل المرتبة 194 من أشهر المواقع الإلكترونية في العالم وفقًا لـ أليكسا إنترنت. ولديه أربعة مكاتب في جميع أنحاء العالم و300 موظف (اعتبارًا من 2019)، ويتكون من 33 إصدارًا بـ 24 لغة. وفي أبريل من نفس العام، أعلنت شركة جلوبس عن بيع الشركة مقابل 500 مليون دولار.